# تدخين (طبخ)

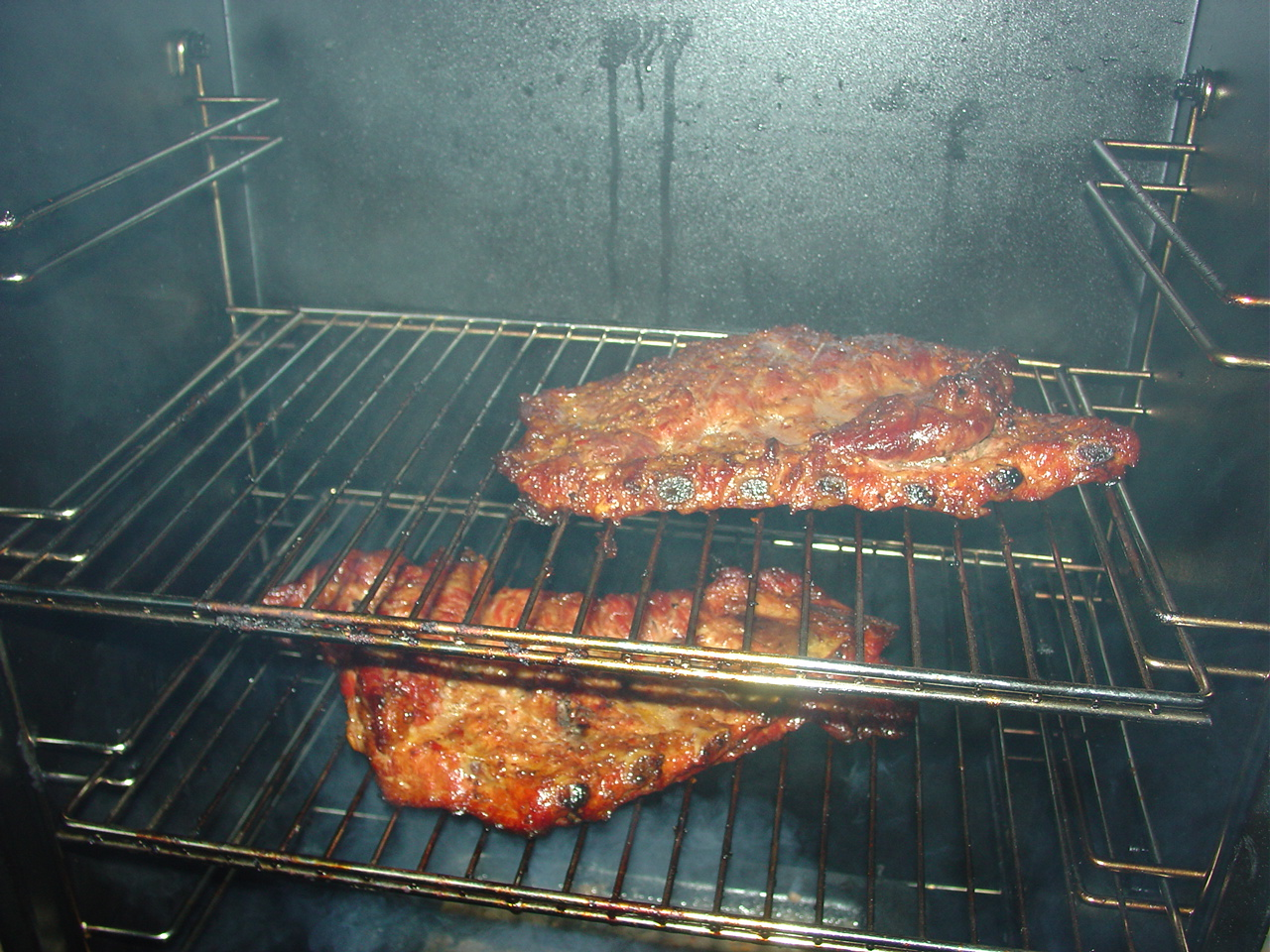
صورة تظهر أضلاع الخنزير عند عملية تدخينها

تدخين هي طريقة لطبخ وإضافة النكهات للطعام كما تعتبر طريقة لحفظ الأطعمة كذلك. تضمن الطريقة استخدام مواد - عادة الخشب - لإنتاج دخان وحرارة يطبخ الأطعمة المختلفة التي يعتبر اللحم والسمك أكبر مثال عليها. كما يتم تدخين البيرة كذلك. تحفظ هذه الطريقة الأطعمة المختلفة كما تعطيها طعم مدخن. يستخدم شجر النغت في أوروبا لكن يكثر استخدام خشب السنديان هذه الأيام.

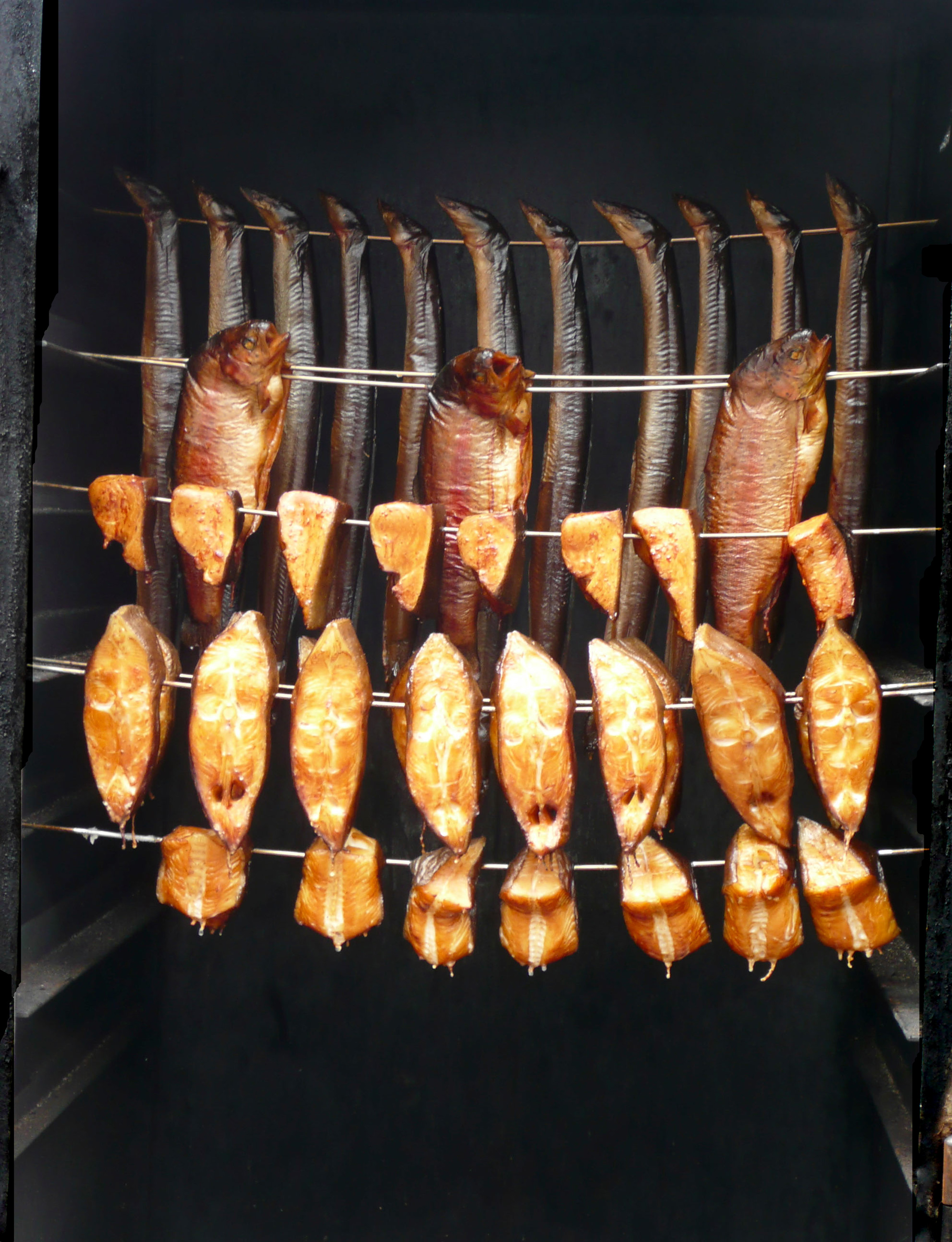
دولاب تدخين الأسماك.

التدخين يعطي طعما مميزا يختلف عن الطبخ أو الشوي ، لهذا يستعمل أيضا لتدخين بعض أنواع البيرة.

## نوع الحطب المستخدم.
وفي الوطن العربي
يستخدم حطب التوت  يُعتبر الخيار الأمثل مع لحم البقر.حطب المسكية ستضفي نكهة لذيذة على اللحم، ولكنها نكهة دخانية بشدة، لذا استخدم المسكيت بكميات قليلة، دون إطالة مدة احتراقها أثناء فترة الطهي. حطب الهيكوري  له نكهة لطيفة محبذة مع اللحوم الحمراء. حطب اوك الاورو تُضفي طعمًا أفضل على اللحوم الحمراء، لكن تحتاج وقتا طويلًا من اليوم لتدخينها، لأن نكهتها ألطف من الهيكوري والأخشاب الشوكية.
حطب التفاح يعطي مذاقًا حلوًا ولذيذًا على لحوم والدواجن، ويمكن استخدامه لتدخين السمك أيضًا. حطب القيقب ينسجم أيضًا مع لحم والدواجن بمذاق حلو لطيف.شجر جار الماء يُعتبر خيارًا خفيفًا وحلوًا، ويلائم الأسماك ولحم
في أوروبا،
ألدر هو خشب التدخين التقليدي، ولكن البلوط يستخدم في كثير من الأحيان الآن، والزان بدرجة أقل. كالتفاح، والكرز، والبرقوق، تُستخدم عادة للتدخين. يمكن أيضًا استخدام الكتلة الحيوية الأخرى إلى جانب الخشب، وأحيانًا مع إضافة مكونات منكهة. يستخدم تدخين الشاي الصيني مزيجًا من الأرز غير المطبوخ والسكر والشاي، ويتم تسخينه في قاعدة المقلاة.
يمكن أن يتم التدخين بأربع طرق: التدخين البارد، والتدخين الدافئ، والتدخين الساخن، ومن خلال استخدام نكهة الدخان، مثل . ومع ذلك، فإن هذه الطرق لنقل الدخان تؤثر فقط على سطح الطعام، ولا تتمكن من حفظ الطعام، وبالتالي، يقترن التدخين بعقبات ميكروبية أخرى، مثل التبريد والتعبئة، لإطالة العمر الافتراضي للأغذية

## التاريخ
من المحتمل أن يعود تاريخ تدخين الطعام إلى العصر الحجري القديم. في ذلك الوقت، كانت المساكن البسيطة تفتقر إلى المداخن، مما جعل الهواء داخلها مليئًا بالدخان. يُعتقد أن البشر الأوائل كانوا يعلقون اللحوم لتجف بعيدًا عن الآفات، واكتشفوا بالصدفة أن اللحوم المخزنة في أماكن مدخنة اكتسبت نكهة مميزة وحُفظت بشكل أفضل من تلك التي جفت فقط. تم دمج هذه العملية لاحقًا مع معالجة الطعام باستخدام الملح أو الماء المالح، مما أدى إلى تطوير أساليب حفظ فعالة اعتمدتها ثقافات متعددة حول العالم.
حتى العصر الحديث، كان التدخين يُعتبر وسيلة "ثقيلة" تهدف بشكل رئيسي إلى حفظ الطعام، حيث كانت كميات كبيرة من الملح تُستخدم في المعالجة، وكانت أوقات التدخين طويلة، تصل أحيانًا إلى عدة أيام.
مع ظهور وسائل النقل الحديثة، أصبح من السهل نقل المنتجات الغذائية لمسافات طويلة، مما قلل من الحاجة إلى استخدام الوقت والمواد الكثيفة في التمليح والتدخين. وبالتالي، تحول التدخين إلى وسيلة لإضفاء النكهة أكثر من كونه أسلوبًا للحفظ. في عام 1939، تم اختراع جهاز يُعرف باسم "فرن توري" في محطة أبحاث توري في اسكتلندا، والذي سمح بالتدخين الجماعي الموحد ويعتبر نموذجًا أوليًا لجميع المدخنين التجاريين المعاصرين.
رغم أن التحسينات التكنولوجية جعلت عملية التدخين أسهل بكثير، إلا أن الخطوات الأساسية المتبعة لا تزال كما هي اليوم، تمامًا كما كانت منذ مئات أو حتى آلاف السنين.